# Marek Citko
Marek Citko (Białystok, 27 de março de 1974) é um ex-futebolista polonês. Se destacou no Widzew Łódź, onde atuou entre 1995 e 1999. Jogou também pela Seleção Polonesa de Futebol entre 1996 e 1997.

## Títulos
Widzew Łódź
- Campeonato Polonês de Futebol (2): 1995/96, 1996/97
- Supercopa da Polônia (1): 1996